# Михайловский сельсовет (Курганская область)
Миха́йловский сельсовет — упразднённые административно-территориальная единица и муниципальное образование в составе Мокроусовского района Курганской области России. 
Административный центр — село Михайловка.

## История
В соответствии с Законом Курганской области от 6 июля 2004 года № 419 сельсовет наделён статусом сельского поселения.
Законом Курганской области от 08.10.2021 № 109 сельсовет упразднён в связи с преобразованием муниципального района в Мокроусовский муниципальный округ.

## Население
| 1989 | 2002 | 2010 | 2012 | 2013 | 2014 | 2015 |
| ---- | ---- | ---- | ---- | ---- | ---- | ---- |
| 800  | ↘798 | ↘575 | ↘550 | ↘532 | ↘515 | ↘494 |
| 2016 | 2017 | 2018 | 2019 | 2020 |      |      |
| ↘492 | ↘485 | ↘470 | ↘463 | ↘445 |      |      |

## Состав сельского поселения
| № | Населённый пункт | Тип населённого пункта       | Население |
| - | ---------------- | ---------------------------- | --------- |
| 1 | Михайловка       | село, административный центр | ↘374      |
| 2 | Новотроицкое     | деревня                      | ↘201      |